# Soisy-sur-Seine
Soisy-sur-Seine is een gemeente in het Franse departement Essonne (regio Île-de-France) en telt 7213 inwoners (2019). De plaats maakt deel uit van het arrondissement Évry.

## Geografie
De oppervlakte van Soisy-sur-Seine bedraagt 8,6 km², de bevolkingsdichtheid is 843 inwoners per km².
De onderstaande kaart toont de ligging van Soisy-sur-Seine met de belangrijkste infrastructuur en aangrenzende gemeenten.

## Demografie
Onderstaande figuur toont het verloop van het inwonertal (bron: INSEE-tellingen).

## Geboren in Soisy-sur-Seine
- Marie-Dominique Chenu (1895-1990), katholiek theoloog (Nouvelle Théologie) en historicus